# Bacino di Londra

Mappa geologica della regione sudorientale dell'Inghilterra e del canale della Manica, con il bacino di Londra.

Il bacino di Londra è un bacino strutturale allungato, di forma vagamente triangolare, lungo circa 250 chilometri (160 mi), sottostante alla regione di Londra, a una vasta area dell'Inghilterra sudorientale, alla parte sudorientale dell'Anglia orientale e adiacente al Mare del Nord.
Il bacino si è formato come risultato di una compressione tettonica correlata all'orogenesi alpina durante il Paleogene, attiva tra 40 e 60 milioni di anni fa.

## Confini
I confini generalmente accettati sono le scarpate calcaree delle Chiltern Hills e Marlborough Downs a nord e le catene di colline North Downs e Berkshire Downs a sud. Il confine occidentale si trova nell'area di Marlborough nel Wiltshire, mentre quello orientale si congiunge al bacino del Mare del Nord, estendendosi lungo la costa del Kent e risalendo fino a Suffolk nell'Essex dove è ricoperto da depositi del Pleistocene.